# Cycnotrachelodes formosanus
Cycnotrachelodes formosanus es una especie de coleóptero de la familia Attelabidae.

## Distribución geográfica
Habita en Taiwán.